# بخش خورمال
بخش خورمال (به کردی سورانی: ناحیهٔ خورماڵ) بخشی است در شهرستان حلبچه در استان سلیمانیه عراق.
این بخش که ۴۱ روستا را در بر می‌گیرد در سال ۱۹۳۲ به درجه بخش ارتقاء یافته‌است.